# 张胜
张胜（?—?），原西汉官员、苏武的副使。出使匈奴時投降匈奴。

## 生平
天汉元年（前100年），匈奴将不愿投降而被扣留在匈奴的汉使路充国等全部放回汉朝。汉武帝派中郎将苏武将留在汉朝的匈奴使臣送回匈奴，张胜同苏武、常惠等一同前往。到达匈奴领地后，在汉朝时一直与副使张胜关系密切虞常寻得张胜，表达想要杀死单于的宠臣卫律的意图（卫律是出生在汉朝的匈奴人，因为畏罪而叛逃匈奴，作为汉使的张胜自然希望杀死卫律）。张胜送给虞常很多财物。虞常发动政变失败，被活捉。张胜知道消息后，便向苏武报告。后来虞常供出张胜。单于将张胜逮捕。
后经卫律审讯，张胜投降匈奴。